# 29827 Chrisbennett
29827 Chrisbennett este o planetă minoră (asteroid), cu un diametru de 6,357 km, din centura de asteroizi. A fost descoperită pe 18 februarie 1999 la Stația Anderson Mesa de Lowell Observatory Near-Earth-Object Search. 
Obiectul prezintă o orbită caracterizată de o semiaxă mare de 2,6735084 UAi, o excentricitate de 0,1, o înclinație de 5,6913 ° în raport cu ecliptica.